# Veterschoen

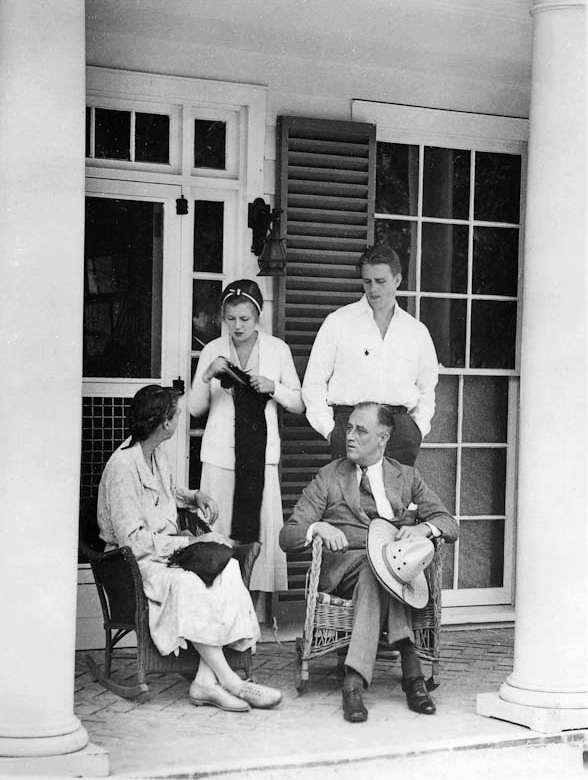
Eleanor Roosevelt (zittend links) en haar echtgenoot Franklin D. Roosevelt, beiden met veterschoenen. Foto uit 1932.

Een veterschoen is een schoen die gesloten wordt met behulp van een veter. Veterschoenen worden door zowel vrouwen als mannen gedragen.

## Geschiedenis

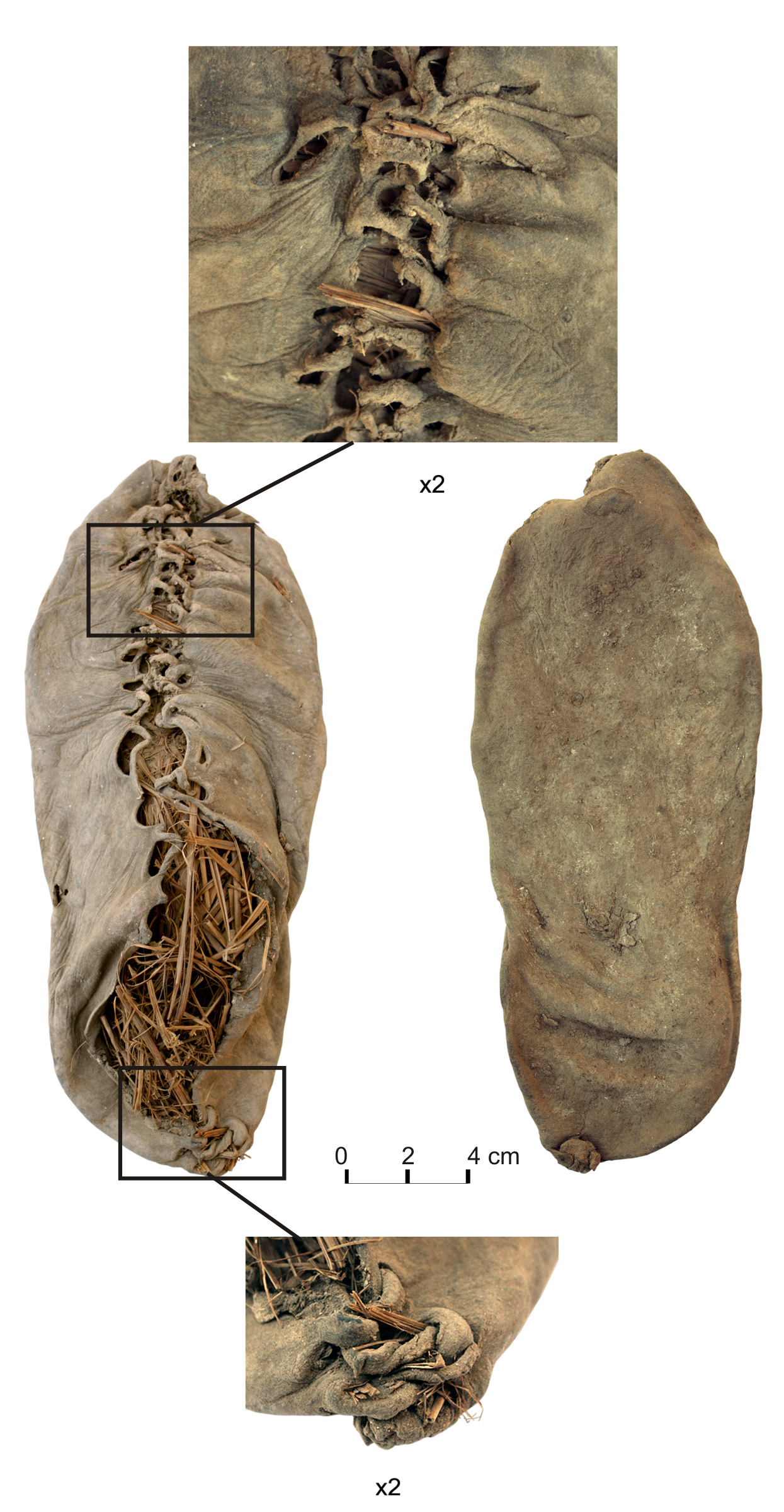
Schoen uit de Areni-1 grot

De oorsprong van veterschoenen is moeilijk te achterhalen, omdat de materialen waarvan de schoenen gemaakt werden veelal in de bodem vergaan. De Areni-1 schoen, gevonden in een Armeense grot, dateert uit ca. 3500 voor Chr. Het is een eenvoudige leren schoen met leren veters, die door spleetjes getrokken zijn die in de huid zijn gemaakt. Ötzi, die ca. 200 jaar later leefde, droeg schoenen met veters gemaakt van berkenbast.
In de middeleeuwen droeg men schoenen die met veters gesloten werden via een serie haken of gaten, die waren aangebracht in de voorzijde of aan de zijkant van de schoen.
Veterschoenen in de moderne tijd werden eerst vooral door mannen gedragen. Rond de jaren 1850 veranderde het leven van vrouwen (van stand) en daarmee ook haar keuze van kleding en schoeisel. Vrouwen kozen onder invloed van enerzijds de suffragettes, en anderzijds kledinghervormers voor gezondere en gemakkelijker schoenen. Zowel Eleanor Roosevelt, als Katherine Hepburn en Marlene Dietrich droegen "oxford" veterschoenen.

## Typen
Er bestaan verschillende typen veterschoenen:

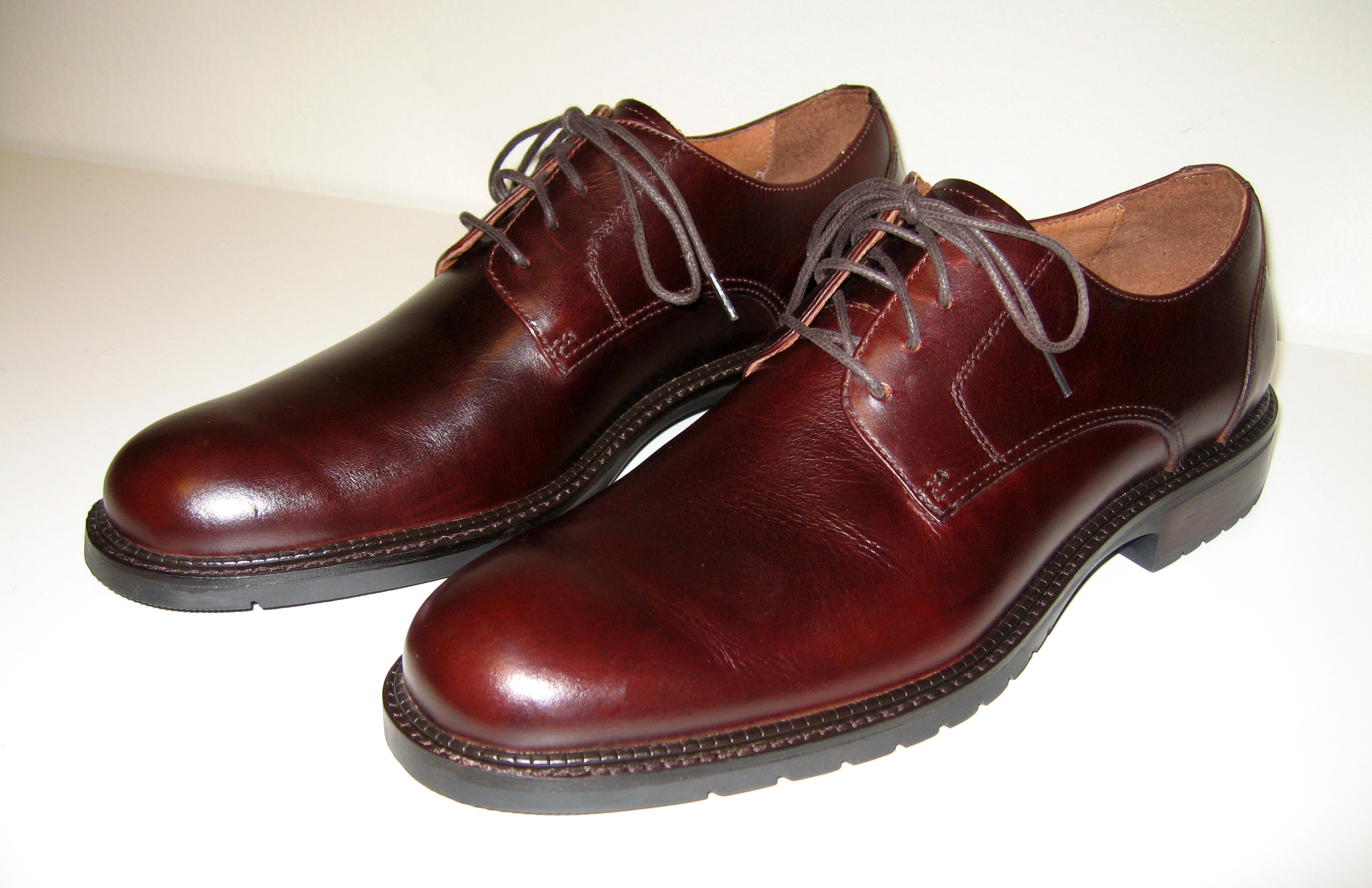
Derby

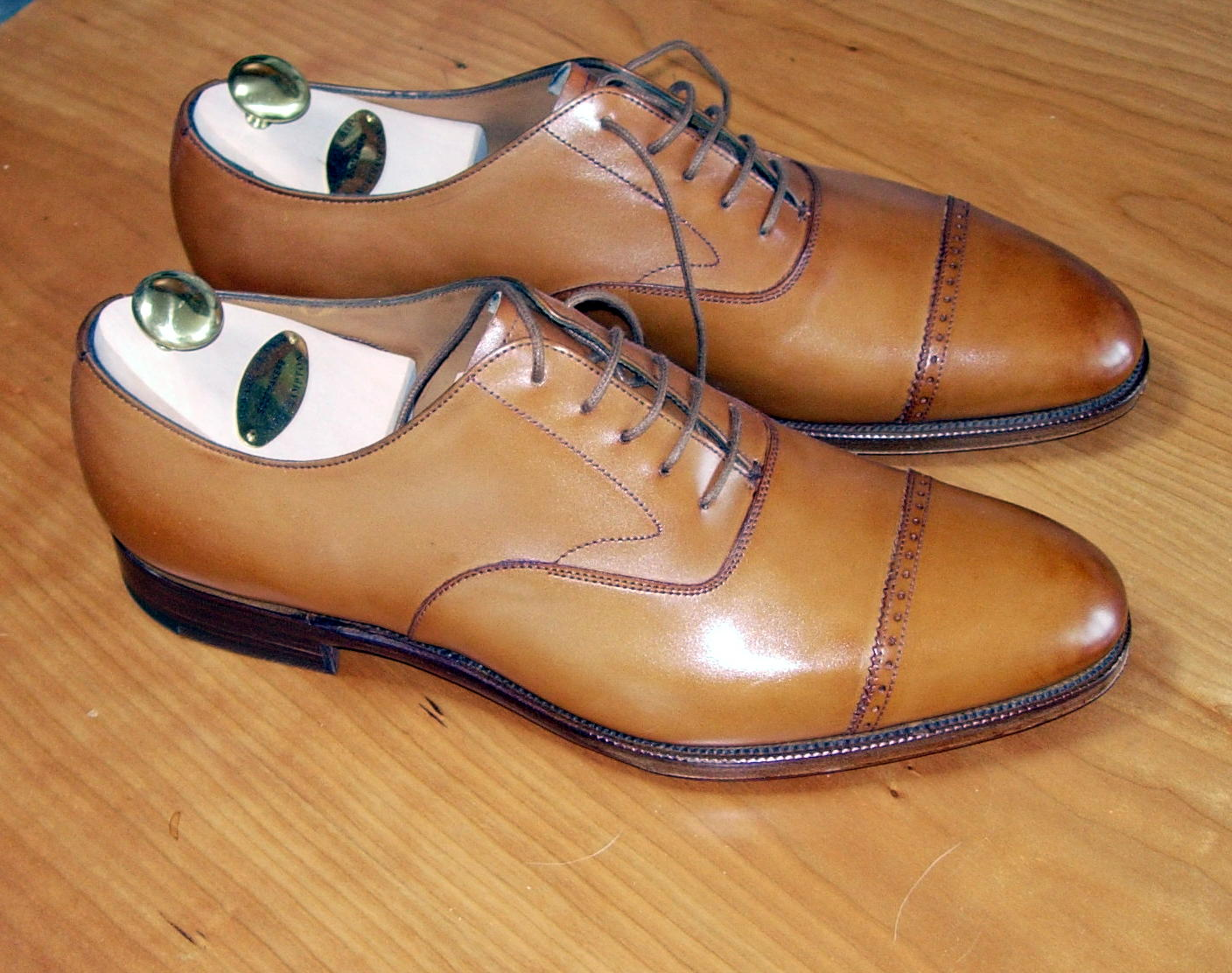
Oxford

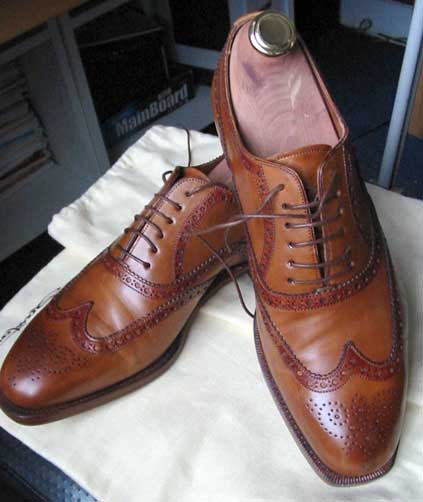
Brogues

- Derby. De derby heeft een lage hak, een ronde of licht gepunte neus en geen versieringen. De schoen heeft dunne veters.[3] De vetergaten zitten in twee deels losse flappen, die over de lip van de schoen heen vallen.
- Oxford. Een oxford heeft bovenaan de teen kleine gaatjes in het leer, die oorspronkelijk bedoeld waren om water uit de schoen te laten lopen.[3] De schoen is hoger gesloten dan de derby. De flappen waar de vetergaten inzitten, zijn geheel vastgenaaid.
- Brogue. De flappen van een brogue kunnen de vorm hebben van een oxford of een derby.[4] De brogue kenmerkt zich door een rijkere versiering met meer gaatjes in het leer.
- Bucks. Ook deze kunnen de vorm hebben van een oxford of derby. Bucks zijn gemaakt van suède.[4]
- Sneakers. Oorspronkelijk een licht uitgevoerde sportschoen met een kunststof zool, soms in felle kleuren. De eerste sneakers waren van canvas gemaakt, later werden allerlei andere materialen gebruikt, tot en met leer. In het begin van de eenentwintigste eeuw wordt de meestal wit uitgevoerde sneaker dagelijks gedragen.[5]

Voor allerlei sporten bestaan speciale veterschoenen, die soms ook buiten de sport worden gedragen.

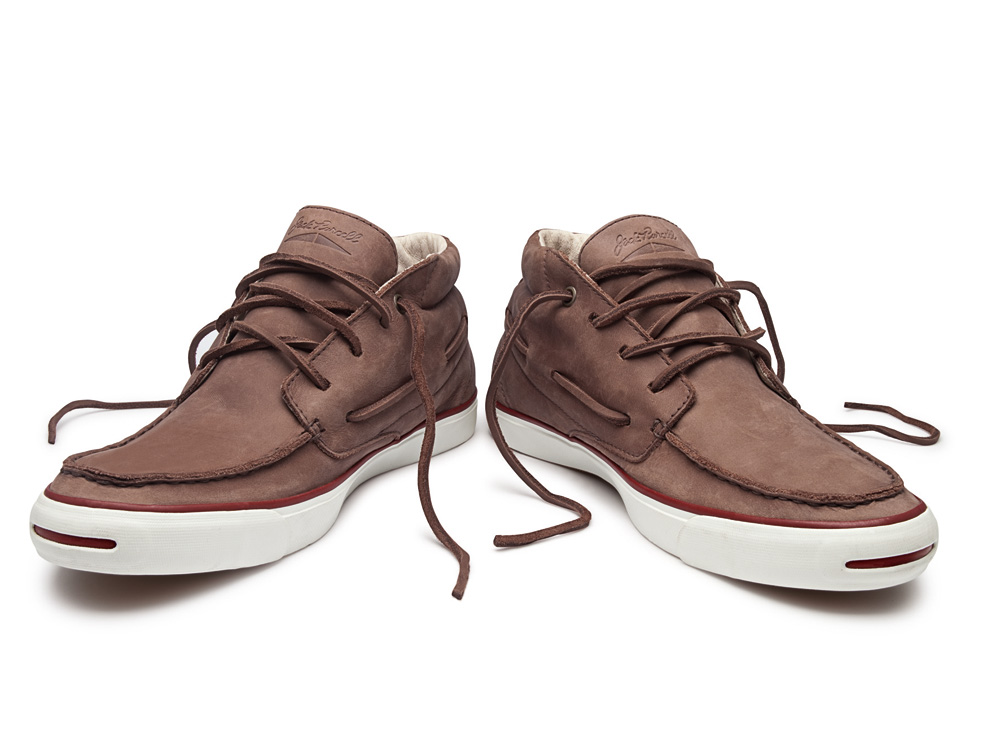
Bootschoenen

- Bootschoenen. De bootschoen heeft een rubber profiel om niet op een boot uit te glijden. De zool is meestal wit, om geen zwarte vegen op de boot achter te laten
- Bowlingschoenen, een stijve schoen met gladde zool, meestal rood of blauw
- Golfschoenen, met aan de onderkant spikes of noppen
- Gymschoenen, lichte schoenen van canvas.
- Tennisschoenen
- Voetbalschoenen, hooggesloten schoenen met metalen of rubberen noppen aan de onderzijde.
- Volleybalschoenen
- Bergschoenen
- Wandelschoenen